# Мицень
Мицень — посёлок станции в Железногорском районе Курской области. Входит в Кармановский сельсовет.

## Этимология
Получил название из-за расположения в междуречье ручьёв Большой и Малой Мицени — притоков Свапы.

## География
Расположен на востоке района, в 18 км к югу от Железногорска на территории урочища Кармановская Дача вдоль железнодорожной линии Арбузово—Орёл. Со всех сторон окружён лесом. Высота над уровнем моря — 121 м. Ближайший населённый пункт — село Карманово.

## История
Посёлок возник в конце 1950-х годов при строительстве железнодорожной ветки от станции Арбузово к строящемуся Михайловскому железорудному комбинату. По состоянию на 2011 года в посёлке проживало 8 семей.

## Население
| 1979 | 2002 | 2010 |
| ---- | ---- | ---- |
| 85   | ↘23  | ↗32  |

## Транспорт
В посёлке находится железнодорожная платформа Мицень линии Арбузово—Орёл.